# 蓮茶
蓮茶はハスの葉、根、花、果実、種子、胚を原料とした茶外茶であり、中国ではリエンチャ (莲茶, 蓮茶, [ljɛ̌n.ʈʂʰǎ]、liánchá)、韓国では ヨンチャ(연차, 蓮茶, [jʌn.tɕʰa],yeoncha) と呼ばれている。
本項では、ベトナムで親しまれている蓮茶（緑茶とのブレンド茶）と区別することと、どの部位を用いた茶を指しているのかをわかりやすくするため、特定の部位の茶を指す場合は韓国での呼び名を使用する。

## ハスの葉の茶
韓国において、ハスの若葉はヨニプチャ(연잎차 [jʌn.nip̚.tɕʰa]、yeonnip-cha) と呼ばれる茶の原料となる 。
ヨニプチャを製造する際、葉を干す前に炒ったり蒸したりする形で加熱する が、生の葉が使われる場合もある。
2・3杯分のヨニプチャを淹れる際は、600mlの湯に対し、乾燥したハスの葉6～12g（生の葉の場合は15～20g）が必要となる。

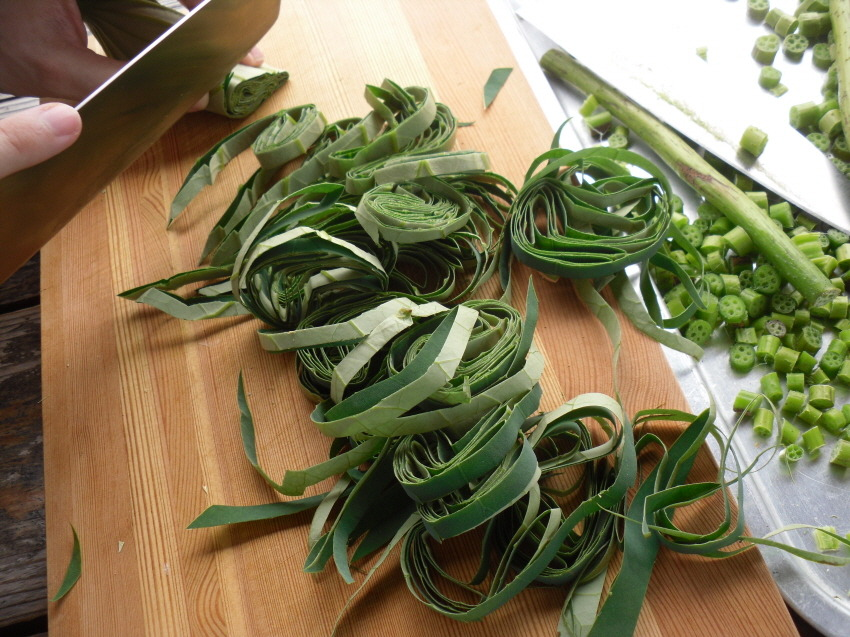
スライスされた蓮の葉
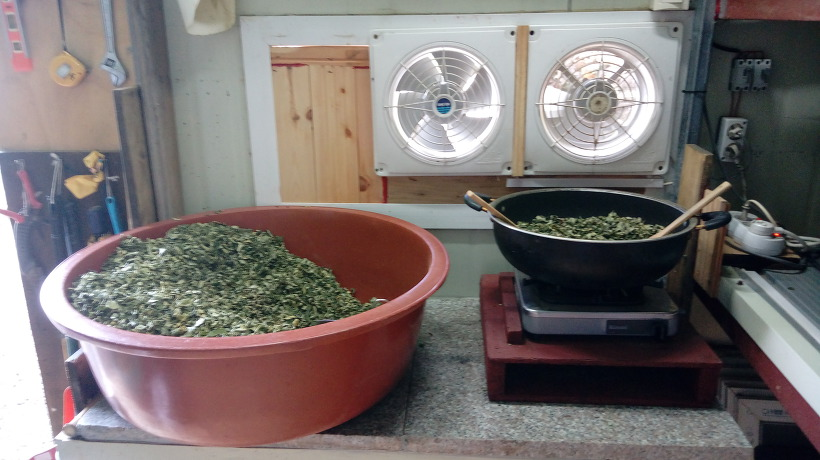
炒った蓮の葉
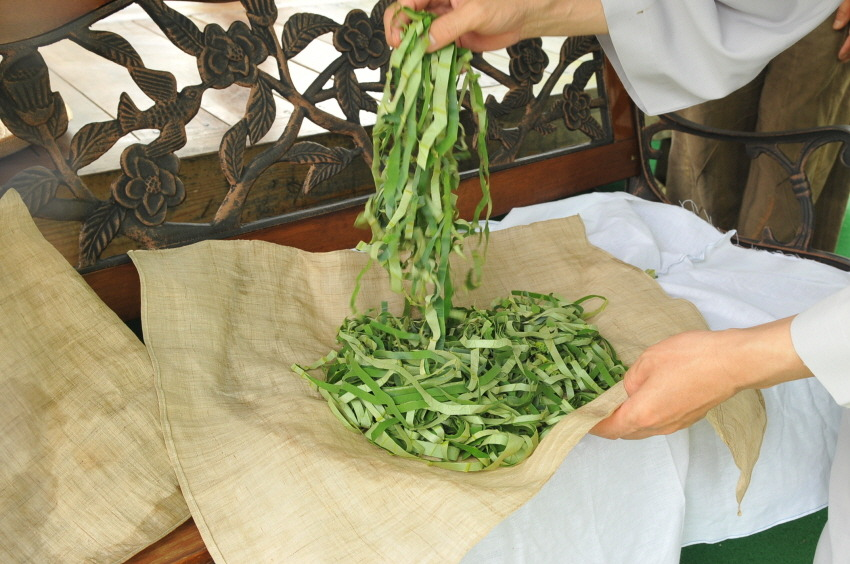
蒸した蓮の葉
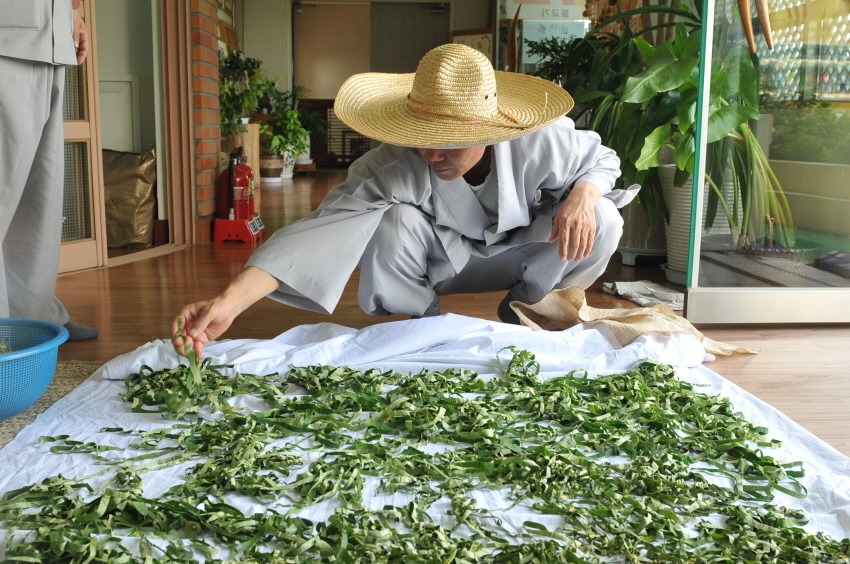
蓮の葉を蒸して乾燥させているところ
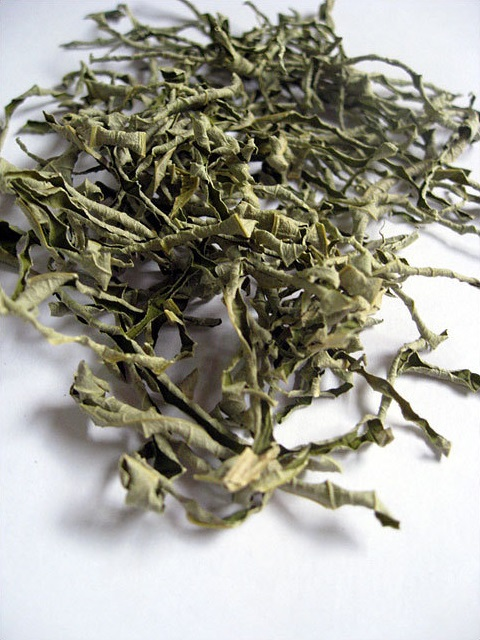
蒸して乾燥させた蓮の葉
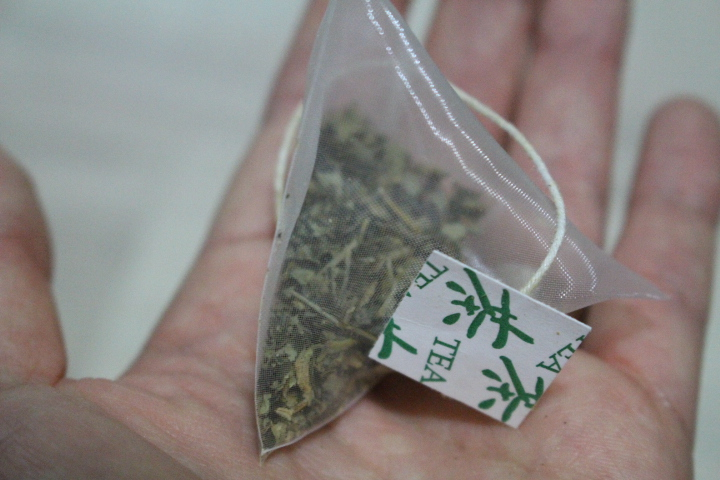
ティーバッグに入ったヨニプチャ
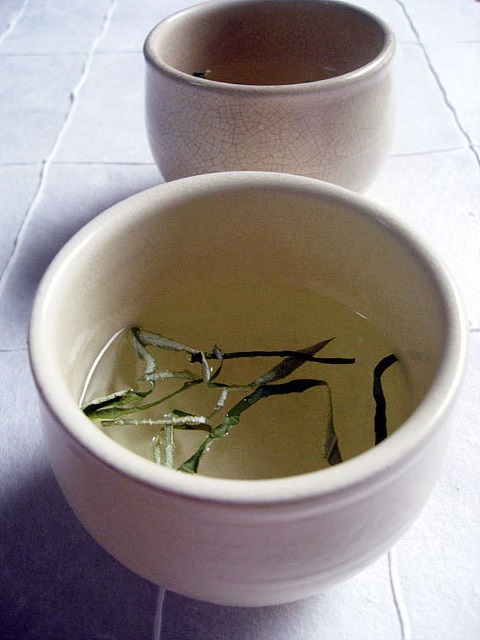
ヨニプチャ

## ハスの花の茶
韓国において、ハスの花の茶はヨンコッチャ (연꽃차, [jʌn.k͈ot̚.tɕʰa],yeonkkot-cha) またはヨンワチャ(연화차, 蓮花茶, [jʌn.ɦwa.tɕʰa],yeonhwa-cha) と呼ばれている。

生の花がまるごと使われることが多く、精進料理において、このようなハスの花が正覚のシンボルであるとされている 一方で、乾燥したハスの花でカップ2～3杯分のヨンコッチャを淹れる場合は、湯600mlに対し、乾燥したハスの花4～8gが必要である。

ヨンコッチャを淹れる様子
お湯を注ぐと、乾燥したハスの花が開く
満開となったハスの花

## ハスの果実の茶
乾燥させたハスの果実は、ヨンバンチャ(연방차, 蓮房茶, [jʌn.baŋ.tɕʰa])という茶の材料となる。

## ハスの種子の茶
乾燥したハスの種子を蒸した茶は、朝鮮半島においてヨンバプチャ(연밥차, [jʌn.bap̚.tɕʰa])やヨンッシチャ (연씨차, [jʌn.s͈i.tɕʰa])、ならびにヨンジャチャ (연자차, 蓮子茶, [jʌn.dʑa.tɕʰa]) と呼ばれている 。
2～3杯のヨンバプチャを入れる場合は、湯600mlに対し、ハスの種子5～10gが必要となる。

## ハスの胚の茶
ハスの胚を用いた茶は、中国語圏において蓮芯茶（ 莲芯茶、liánxīn-chá 、 [ljɛ̌n.ɕín.ʈʂʰǎ]）や蓮子芯茶 (莲子芯茶, liánzixīn-chá ,[ljɛ̌n.tsi.ɕín.ʈʂʰǎ]) と呼ばれているほか、ベトナムではヴィルトラ・ティム・セン ( trà tim sen、北ベトナムでの発音:[tɕâː.tīm.sɛ̄n], 南ベトナムでの発音：[ʈâː.tīm.ʂɛ̄ŋ])と呼ばれている。

## ハスの根（レンコン）の茶
ハスの根（レンコン）の茶は朝鮮半島においてヨングンチャ（연근차, 蓮根茶, [jʌn.ɡɯn.tɕʰa]）と呼ばれている。スライスしたレンコンをヨングッチャに使うこともあれば、レンコンの粉末をお湯に溶かしてヨングンチャにする場合もある。レンコンの粉末は、レンコン汁を乾燥させて作る時もあれば、干したレンコンを挽いて粉末にする場合もある。

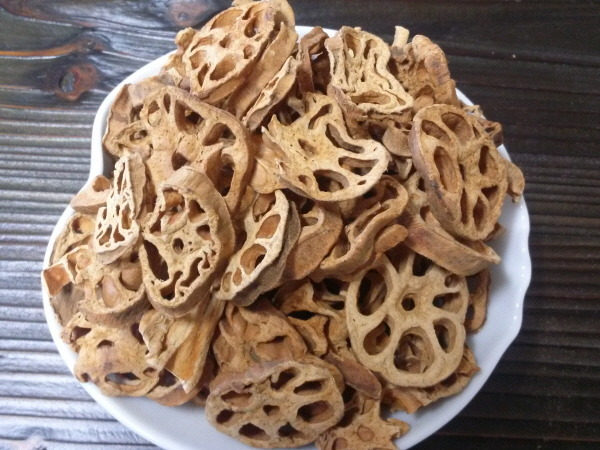
スライスして乾燥させたレンコン
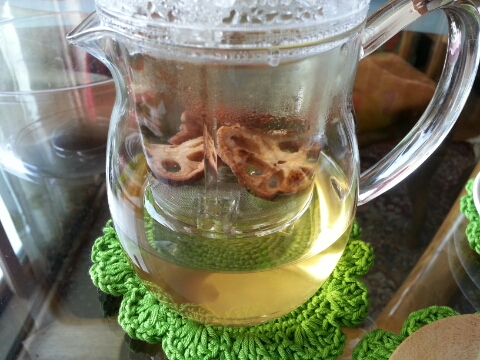
ポットの中にある、レンコンのスライス
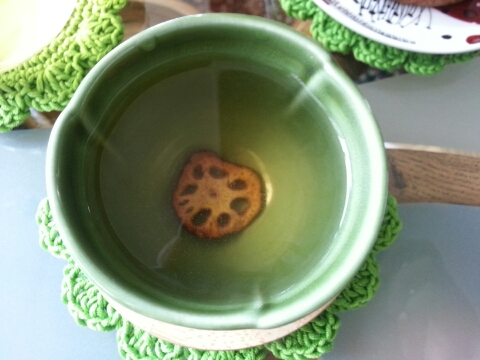
ヨングンチャ